# Verilus
Verilus is een monotypisch geslacht van straalvinnige vissen uit de familie van acropomaden (Acropomatidae).

## Soort
- Verilus sordidus Poey, 1860